# Marvel vs. Capcom 2
Marvel vs. Capcom 2 (ook wel MVC2) is een arcadespel van Marvel en Capcom dat ook is uitgebracht op de Dreamcast en later op de PlayStation 2 en Xbox.

## Verhaal
Vecht met de superhelden van twee tekenaars. Er is de keuze tussen 56 personages in waarvan 28 uit het Capcom universum en 28 uit de Marvel wereld. 

## Spelers
- Het spel kan gespeeld worden met 1-2 spelers.
- Het spel kan niet online gespeeld worden

## Platforms
| Jaar | Platform                |
| ---- | ----------------------- |
| 2000 | Arcade, Dreamcast       |
| 2002 | PlayStation 2, Xbox,    |
| 2009 | PlayStation 3, Xbox 360 |
| 2012 | iPad, iPhone            |

## Ontvangst
| Beoordeeld door    | Jaar | Platform      | Score |
| ------------------ | ---- | ------------- | ----- |
| IGN                | 2000 | Dreamcast     | 93%   |
| PSX Extreme        | 2002 | PlayStation 2 | 92%   |
| Eurogamer.net (UK) | 2009 | Xbox 360      | 90%   |
| Gamer's Pulse      | 2001 | Dreamcast     | 89%   |
| Meristation        | 2009 | Xbox 360      | 85%   |
| Gaming Nexus       | 2009 | Xbox 360      | 83%   |
| Eurogamer.net (UK) | 2000 | Dreamcast     | 80%   |
| Meristation        | 2002 | Xbox          | 80%   |
| 1UP                | 2004 | Xbox          | 70%   |
| Bordersdown        | 2003 | Xbox          | 70%   |

## Trivia
- Het spel is opgenomen in het boek 1001 Video Games You Must Play Before You Die van Tony Mott.